# Simulium nigrifacies
Simulium nigrifacies är en tvåvingeart som beskrevs av Datta 1974. Simulium nigrifacies ingår i släktet Simulium och familjen knott. Inga underarter finns listade i Catalogue of Life.